# Bernáthy Sándor
Bernáthy Sándor (Bernáth/y Sándor [bernát ipszilon sándor], Bernáth(y) Sándor Bernáth Sándor, Jean d'Art) (Szihalom, 1949. április 7. – Budapest, 2012. január 13.) alkalmazott grafikus, festő, zenész.

## Életútja
Autodidakta művész, az avantgárd művészeti életnek 1975-től volt képviselője. 1977-ben tagja lett a Leninvárosi Kísérleti Műhelynek, 1978-ban pedig belépett a Fölöspéldány csoportba. 1980-ban megalapította az A.E. Bizottság együttest, később a Dr. Újhajnal, a Matuska Silver Sound valamint a Konnektor zenekarokban is játszott.
Munkái között számos könyv- és hanglemezborító (Bikini: Hova lett...), valamint utcai plakátok (pl. Beatrice promóanyagok) is szerepelnek. Emellett festéssel is foglalkozott, újságokban leközölt fényképeket másolt le felnagyítva, majd azokat átértelmezte. Az avantgárd zenében mint szerző és előadó egyaránt fontos szereplő volt. Ő szerkesztette és tervezte az Új Hölgyfutár című művészeti magazint. 2011-ben Munkácsy Mihály-díjat nyert.
A magyar techno egyik ősatyjaként tartották számon. Megalapította az óbudai Supersonic, 2004-ben pedig a Vörös Yuk & Kék Yuk klubokat. Fiával, Bernáthy Zsigával is színpadra lépett a magyar elektronikus zenei rendezvényeken, live act produkcióik Bernáthy & Son név alatt futottak.

## Egyéni kiállítások
- 1979 • Csepeli Papírgyár Ifjúsági Klubja Bukta Imrével és Lugossy Lászlóval
- 1980 • Stúdió Galéria, Budapest
- 1982 • Ifjúsági Ház, Szeged
- 1983 • Ferencvárosi Galéria, Budapest • Községi Könyvtár, Zalaszentmihály
- 1984 • Műegyetem M. Galéria, Budapest
- 1986 • Velinszky L. Ifjúsági és Úttörőház, Székesfehérvár
- 1989 • Lágymányosi Közösségi Ház, Budapest
- 1993 • Vigadó Galéria, Budapest

## Válogatott csoportos kiállítások
- 1978 • Stúdió - Jubileumi kiállítás 1958-1978, Magyar Nemzeti Galéria, Budapest
- 1980 • Stúdió '80, Műcsarnok, Budapest
- 1982 • Többféle realizmus, Fészek Galéria, Budapest
- 1983 • Szegedi Táblaképfestészeti Biennálé • Stúdió '83, Ernst Múzeum, Budapest
- 1986 • Idézőjelben, Csók Képtár, Székesfehérvár.

## Művek közgyűjteményekben
- Magyar Nemzeti Galéria, Budapest.